# Tetraleurodes adabicola
Tetraleurodes adabicola là một loài côn trùng cánh nửa trong họ Aleyrodidae, phân họ Aleyrodinae.
Tetraleurodes adabicola được Takahashi miêu tả khoa học đầu tiên năm 1955.